# جامعة سرقسطة
جامعة سرقسطة (بالإسبانية: Universidad de Zaragoza) هي إسبانية في مدينة سرقسطة الواقعة بمنطقة أرغون. أُسِّسَت سنة 1542، لتكون بذلك واحدة من أقدم جامعات إسبانيا. ينتظم بجامعة سرقسطة ما يربو على 40 ألف طالبًا في 22 كلية. وجامعة سرقسطة هي الجامعة الحكومية الوحيدة في المنطقة، ويتوزع نشاطها على مقاطعات منطقة أرغون الثلاث، حيث ينقسم حرم الجامعة ومراكزها البحثية بين مدن وشقة وطرويل وسرقسطة.

## مراكز الجامعة

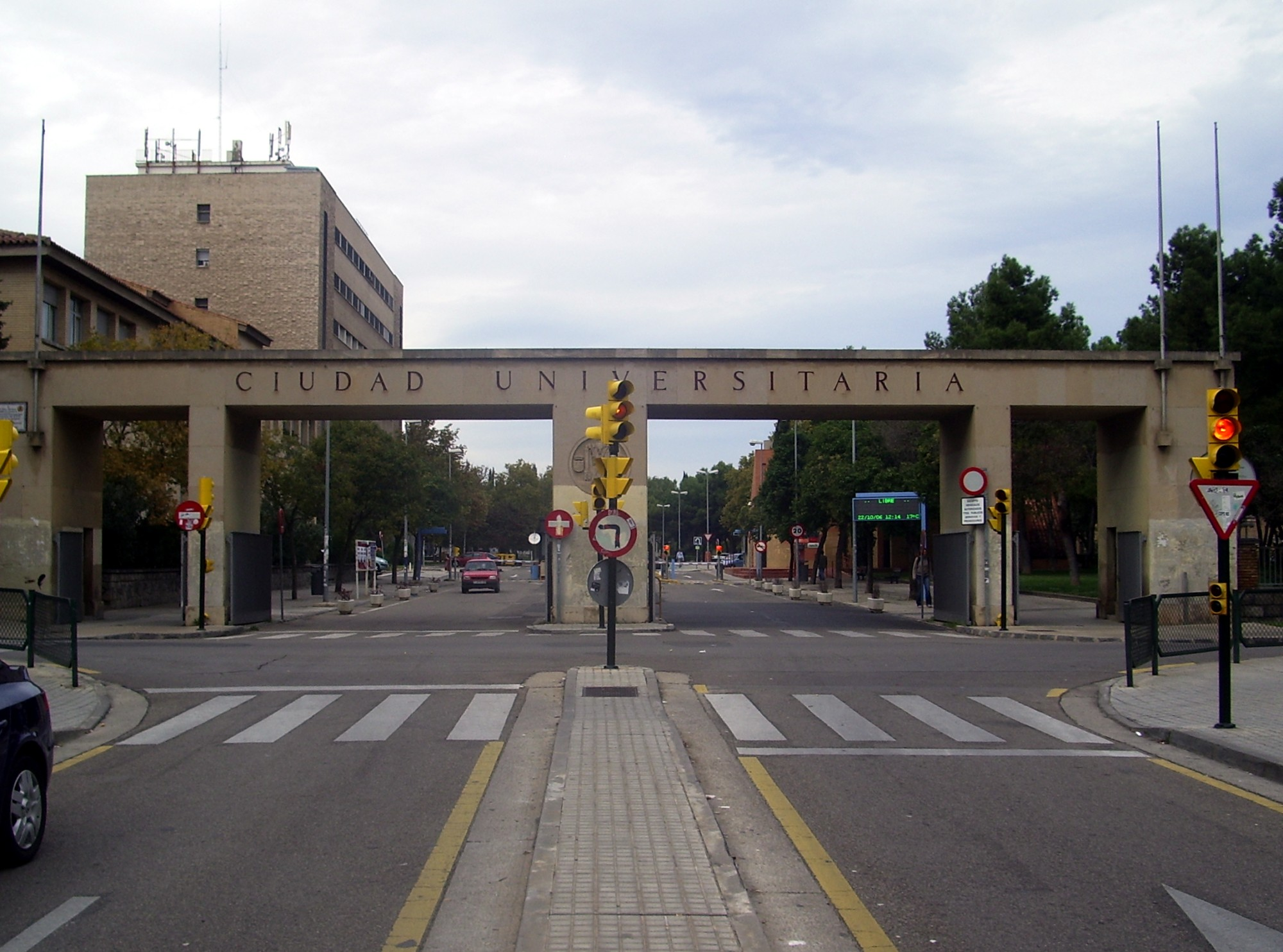
مدخل المدينة الجامعية بسرقسطة (الحرم الجامعي الرئيس)

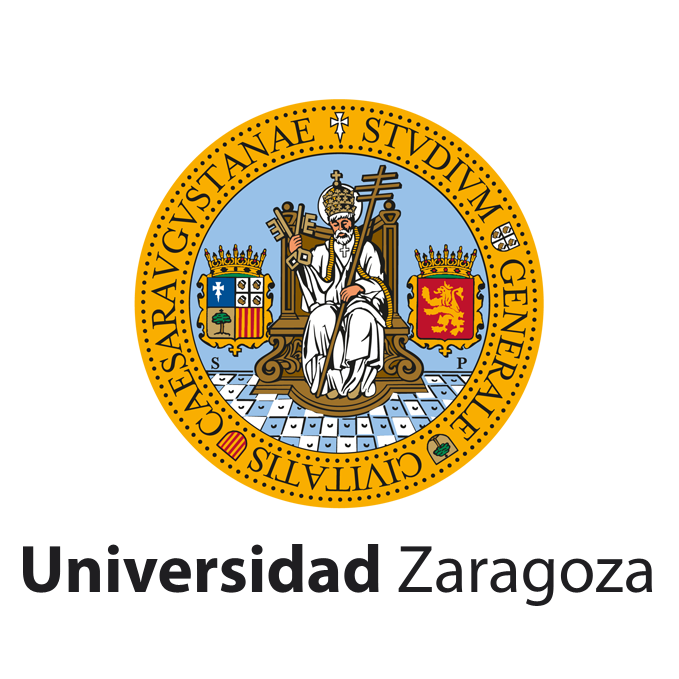

### الكليات
تدرس العلوم التقليدية في «كليات» (بالإسبانية: Facultades)، مثل كلية الحقوق (بالإسبانية: Facultad de Derecho)، بينما تدرس العلوم التقنية الأحدث في «مدارس» (بالإسبانية: Escuelas) مثل «المدرسة الجامعية للهندسة التقنية» (بالإسبانية: Escuela Universitaria de Ingeniería Técnica) أو «بوليتكنيكات» (بالإسبانية: Politécnicos) مثل المركز البوليتكنيكي العالي Centro Politécnico Superior.

#### سرقسطة
- كلية الاقتصاد وإدارة الأعمال
- كلية التربية
- كلية الحقوق
- كلية الطب
- كلية الفلسفة والآداب
- كلية العلوم
- كلية العلوم البيطرية
- مدرسة الهندسة العليا
- مدرسة دراسات الأعمال
- مدرسة علوم الصحة
- مدرسة الهندسة الصناعية
- مدرسة الدراسات الاجتماعية
- مدرسة السياحة

#### وشقة
- كلية علوم الصحة والرياضة
- كلية الإنسانيات والتربية
- مدرسة البوليتكنيك العليا
- مدرسة دراسات الأعمال
- مدرسة التمريض

#### طرويل
- كلية العلوم الجتماعية والإنسانيات
- مدرسة الهندسة في طرويل
- مدرسة التمريض

#### لا ألومنيا دي دونيا غودينا
- مدرسة الهندسة في لا ألومنيا

### المراكز البحثية
تختص جامعة سرقسطة في نطاق واسع من المعارف يمتد من الهندسة والتقنية إلى العلوم التجريبية وعلوم الصحة، مرورًا بالعلوم الاجتماعية والقانونية والإنسانيات. وقد بلغت الميزانية السنوية التي خصصتها جامعة سرقسطة للبحث والتطوير عام 2005 مبلغ 36 مليون يورو.

## وصلات خارجية
- الموقع الرسمي للجامعة